# Архиепархия Монктона

Герб архиепархии Монктона

Архиепархия Монктона (лат. Archidioecesis Monctonensis) — архиепархия Римско-Католической церкви с центром в городе Монктон, Канада. В архиепархию Монктона входят епархии Батерста, Эдмундстона, Сент-Джона. Кафедральным собором архиепархии является собор Успения Пресвятой Девы Марии в Монктоне.

## История
22 февраля 1936 года Римский папа Пий XI выпустил буллу Ad animarum salutem, которой учредил архиепархию Монктона, выделив её из епархий Чатама (сегодня — Батерста) и Сент-Джона.

## Ординарии архиепархии
- архиепископ Louis-Joseph-Arthur Melanson (16.12.1936 — 23.10.1941);
- архиепископ Norbert Robichaud (25.07.1942 — 23.03.1972);
- архиепископ Donat Chiasson (23.03.1972 — 21.09.1995);
- архиепископ Ernest Léger (27.11.1996 — 16.03.2002);
- архиепископ André Richard (16.03.2002 — 15.06.2012);
- архиепископ Valéry Vienneau (15.06.2012 — 8.07.2023);
- архиепископ Guy Desrochers (8.07.2023 — по настоящее время).

## Источник
- Annuario Pontificio, Libreria Editrice Vaticana, Città del Vaticano, 2003, ISBN 88-209-7422-3
- Булла Ad animarum salutem, AAS 28 (1936), стр. 285 Архивная копия от 29 июля 2019 на Wayback Machine (лат.)